# Pa de coco
El pa de coco es menja en països com Guatemala o Jamaica, així com a la Polinèsia Francesa (on rep el nom faraoa 'ipo) o Niue.
És un tipus de pa que s'elabora usant com a ingredients la llet de coco (coco sec ratllat amb aigua), llevat, farina de blat, sal, llard o oli i sucre. Aquests ingredients es pasten com un pa de blat, amb un aspecte extern similar. En ocasions, hom li dona aspecte de "mitja lluna", és a dir, rodó i de grandària reduïda. També és habitual obrir-lo al mig, per a farcir-lo.